# نمرود
نُمْرود (بالعبرية: נִמְרוֹדֿ) (بالآرامية: ܢܡܪܘܕ)، هو ملك شنعار وكان وفقاً لسفر التكوين وسفر أخبار الأيام ابن كوش وهو ابن حفيد نوح. يُذكر في سفر التكوين: وَكُوشُ وَلَدَ نِمْرُودَ الَّذِي ابْتَدَأَ يَكُونُ جَبَّارًا فِي الأَرْضِ،* الَّذِي كَانَ جَبَّارَ صَيْدٍ أَمَامَ الرَّبِّ. لِذلِكَ يُقَالُ: «كَنِمْرُودَ جَبَّارُ صَيْدٍ أَمَامَ الرَّبِّ».
ويرتبط اسم نمرود بالعديد من آثار بلاد الرافدين. كما جاء ذكره في المدراش.

## شخصيته
في الثقافة الرائجة يشار إلى النمرود بأوصاف مثل أول جبار في الأرض. وكان أحد ملوك الدنيا الأربعة الذين ذكروا في القرآن وهو من الملوك الكافرين. وهو أول من وضع التاج على رأسهِ وتجبر في الأرض وادعى الربوبية وكان ملكهُ أربع مائة سنة فطغى وتجبر وعتا وآثر الحياة الدنيا. ولقد رأى حلما طلع فيه كوكب في السماء فذهب ضوء الشمس حتى لم يبق ضوء، فقال الكهنة والمنجمون في تأويل الحلم أنه سيولد ولد يكون هلاكك على يديه، فأمر بذبح كل غلام يولد في تلك الناحية في تلك السنة وولد إبراهيم ذلك العام فأخفته والدته حتى كبر وعندها تحدى عبادة نمرود والأصنام. ويشرح المفسرون أن إبراهيم وملك يدعي الألوهية تواجها لإظهار الإله الحقيقي الذي يستحق العبادة، أهو الملك أم الله؛ مفسرين بأن هذا الملك هو النمرود. وعندما فشل الملك في محاججته، أمر بحرق إبراهيم بالنار والتي تحولت على إبراهيم بردا وسلاما. وعن موته، ذكر ابن كثير 

بُرج بابِل بريشة رسام عصر النهضة بيتر بروغل الأكبر. متحف تاريخ الفنون في فيينا

وذكر الطبري أن بناء برج بابل بواسطة النمرود هي سبب لعنة الله التي أنشأت اللغات المختلفة.

## الإشارات من النصوص الدينية

### نمرود في التوراة

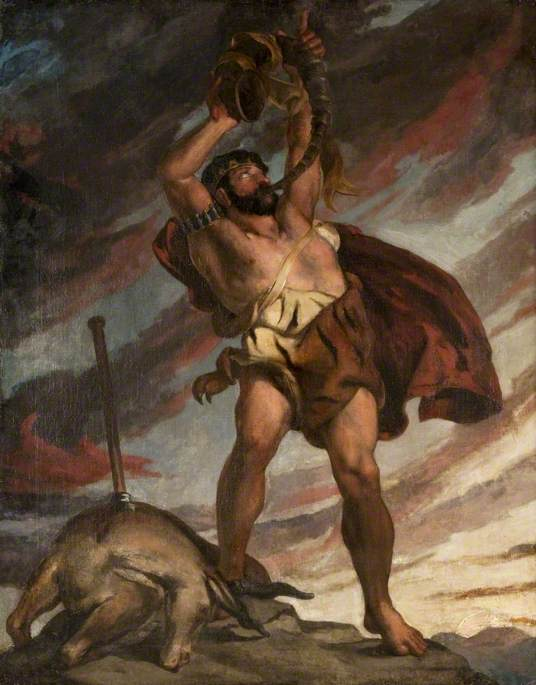
رسمة لنمرود بريشة ديفيد سكوت

يذكر نمرود بالاسم في التوراة من دون أي تفاصيل. أول ذكر لنمرود في التوراة كان من خلال أنساب سفر التكوين فيما يعرف بجدول الأمم. الذي يوضح أنه ابن كوش، حفيد حام، وابن حفيد نوح؛ وبأنه «ابْتَدَأَ يَكُونُ جَبَّارًا فِي الأَرْضِ، الَّذِي كَانَ جَبَّارَ صَيْدٍ أَمَامَ الرَّبِّ». وتتكرر هذه المعلومات في سفر أخبار الأيام الأول. وفي كتاب ميخا. يشار إلى أنه إنشاء مملكة ومدن بابل، أكد، وأوروك في أرض شنعار أي بلاد ما بين النهرين.
يذكر نمرود ببعض التفصيل في كتب اليهود الأخرى مثل التلمود والمدراش وتاريخ يوسيفوس. فالتلمود يربطه بشخصية الملك امرافيل الذي كان حاكما أيام إبراهيم. ويذكر كتاب اليوبيلات أن «نبرود» (وهي اللفظة الإغريقية للاسم) هو من أجداد إبراهيم وبالتالي أبو اليهود. أما يوسيفوس، فيصف نمرود بباني برج بابل ومتحدي عبادة الله. حادثة مواجهته وإبراهيم وبأنه باني برج بابل.

### نُمْرُود في الإسلام
لم يرد اسم النمرود في النص القرآني إنما ربط مفسرون مثل الطبري بين الملك نمرود البابلي والملك الذي تحداه النبي إبراهيم في سورتي الانبياء آية 68، والبقرة آية 258
وذكر نمرود في التراث الإسلامي في العديد من كتب المفسرين للقرآن والمؤرخين العرب والمسلمين. إلا أنه اختلف في نسبه. منهم من ذكر أنه «نمروذ بن كنعان بن كوش بن حام بن نوح» أو أنه «نمرود بن فالخ بن عابر بن شالخ بن أرفخشذ بن سام بن نوح» أو أنه ابن ماش ابن ارام ابن سام.
ذكر ابن الأثير في الكامل في التاريخ، والطبري في شرحه والقلقشندي كذلك بأنه «نمرود بن كوش» وصولا إلى حام بن نوح. ولم يخالفهم في ذلك إلا ابن كثير في البداية والنهاية. فيقول ابن الأثير في المجلد الأول في الكامل للتاريخ، ص 81: «أما حام، فوُلِد له كوش..... فمن ولد كوش نمرود ابن كوش....»

#### علاقة تاريخية
شكك بعض المؤرخين والمفسرين في علاقة نمرود التاريخية مع الملك الطاغي الذي ذكر في القرآن. فنسب الملك إلى فارسي أعرابي أي كردي، وقيل هو شخص اسمه هيزن ورجل اسمه هيرين.

## الثقافات الأخرى
ذكر في الثقافة الأرمينية أن جد الأرمن، هايغ، هو من قضى على نمرود والذي كان يسمى «بيل». في الكوميديا الإلهية التي كتبها دانتي أليغييري (مكتوبة ما بين 1308 و1321)، يصور نمرود كشخصية عملاق في الجحيم. وقال أنه يتعرض للعقاب في الدائرة التاسعة من الجحيم مع عمالقة آخرين. وربط بعض المؤرخين شخصية نمرود بشخصية جلجامش.

## التفسيرات التاريخية

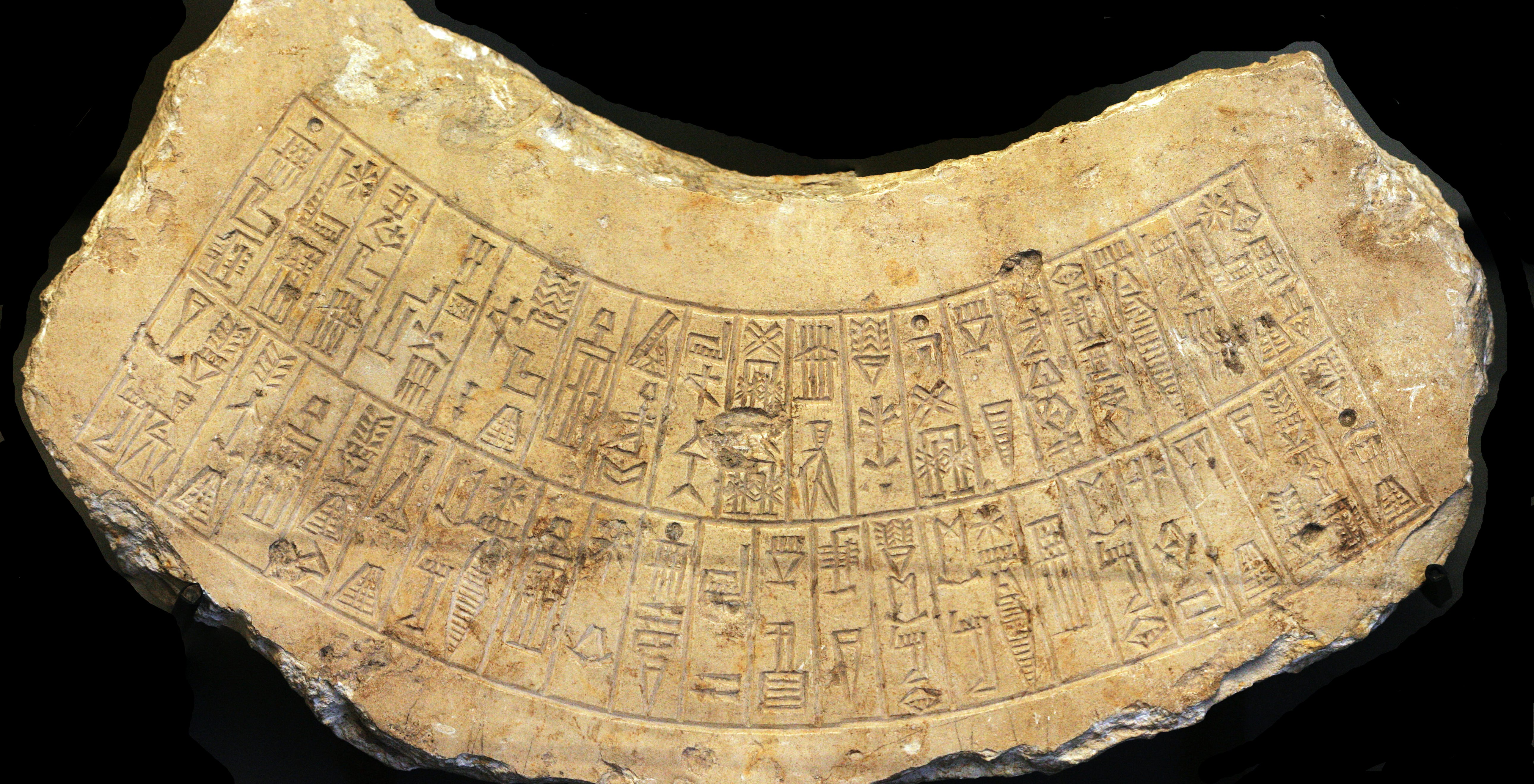
نقش نارام سين الذي وجد في مدينة ماراد

حاول مؤرخون ومستشرقون وعلماء الآثار المهمتين بالآشورية وعلماء الأساطير طويلا إيجاد علاقات بين نمرود وشخصيات مثبتة تاريخيا في بلاد ما بين النهرين.
منذ بدايات القرن الرابع الميلادي، دوّن الأسقف المسيحي ايسوبيوس من قيسارية أن المؤرخ البابلي بيروسوس الذي عاش في القرن الثالث قبل الميلاد قال أن أول الملوك بعد الفيضان كان إيخويوس من كلدو وربطه بنمرود. وأتيح لجورج الصقلي (حوالي 800م) لنصوص بيروسوس، وطابقه أيضا بشخصية النمرود التوراتية. وحديثا، اقترح علماء السومريات علاقات أخرى تربط إيخويوس هذا وملك بابل وجد جلجامش الذي ظهر في أقدم نسخ كلاوديوس إليانوس (حوالي 200م) باسم إيوخوروس، واسم مؤسس أوروك (الوركاء) معروفا من الكتابات المسمارية باسم إنمركار.
في عام 1920، إقترح ج.د. برينس أيضا علاقة بين إله ماراد ني ونمرود. وذكر كيف أن د. كريلينج أضحى ميّالا لربط نمرود تاريخيا بلوجال باندا - ملك أسطوري مذكور في النصوص التاريخة لارنو بويبيل، 1914، والذي كان عرشه في مدينة ماراد. وهذا الطرح يدعمه ثيودور جاكوبسون عام 1989 كاتبا حول "لوجال باندا وننسونا.
وبحسب رونالد هينديل، فإن اسم النمرود هو في الأغلب تحوير عبر سجال نينورتا، إله رئيسي في ديانات بلاد ما بين النهرين والذي كان له أتباع في عدد من المدن الآشورية الرئيسية مثل كالح وبابل أيضا، وإلها حاميا لعدد من الملوك الآشوريين. ويمكن إسناد وصف حملات نمرود الواردة في سفر التكوين إلى فتوحات الملك الآشوري توكولتي-نينورتا الأول (دالي إت آل., 1998, p. 67). جوليان جاين يشير أيضا أن توكولتي-نينورتا (ملك قوي من ملوك الإمبراطورية الآشورية الوسطى) كتأصيل لنمرود. الكسندر هيسلوب ‏، في هذا المسلك المملكتان البابليتان قررت ان نمرود كان معروفا ب نينوس (أيضا لم يثبت في قوائم ملوك بلاد الرافدين), كان وفقا لل الإغريق وملك بلاد الرافدين وزوج سميراميس، with a whole host of deities throughout the البحر الأبيض المتوسط world, and with the Persian زرادشت. The identification with نينوس follows that of the Clementine Recognitions; the one with Zoroaster, that of the Clementine Homilies, both works part of كتابات كليمنتية. There was a historical Assyrian queen شامورامات in the 9th century, the wife of شمشي أدد الخامس، whom some speculations have identified with Semiramis, while others make her a later namesake of a much earlier Semiramis.
بحسب نظرية ديفيد روهل، إنمركار، المؤسس السومري لأورك، كان الملهم الأصلي لشخصية نمرود، لأن حكاية نمرود وملك أرارتا (راجع:) تحمل بضع تشابهات لأسطورة نمرود وبرج بابل، ولأن الجزء «كار» في اسم إنمركار يعني «صياد». وكذلك يقال أن إنمركار بنى زقورات في كل من أورك وأريدو(تل أبو شهرين)، والتي يدفع روهل بأنها موقع بابل الأصلي.
كتب جوزيف بوبليتشا عام 1929 عن التعرف على نمرود في السلالة الأولى في اوروك
لأن مدينة أخرى قيل أن النمرد بناها وهي أكاد، فإن نظرية أقدم، طرحت عام 1910، تربط بينه وبين سرجون الأكدي، جد نارام-سن، حيث أنه وبناء على قائمة الملوك السومرية، فإن ذاك الملك الذي بنى أكاد. سرجون عُرف من الآثار في عام 1860، وظل لبعض الوقت أقدم حكام ما بين النهرين. وتوكيد قائمة الملوك بأنه من بنى أكاد أضحى موضع تسائل لأن اكتشاف نصوص تذكر الموقع تعود لزمن أسلاف سرجون، مثل الملك إنشاكوشانا ولوجال زاجة سي من أوروك. عدا أن إنشاء بابل نسب إلى سرجون في الألواح البابلية (Babylonian Chronicle (ABC 19:51))، وهي مدينة أخرى نسبت إلى نمرود في سفر التكوين. إلا أن لوح آخر (ABC 20:18-19) يقترح أن ما فعله سيرجون لم يكن أكثر من إزالة التراب عن المدينة الأصلية، وأعاد بنائها في موقعها اللاحق مقابل أكاد.
يقترح يجال ليفين (2002) أن نمرود كان استذكار لسرجون الأكادي وحفيده نارام-سين بالاسم "نمرود المشتق من اللاحق.